# Lijst van televisiekanalen in Luxemburg
Lijst van Luxemburgse televisiestations:
| Volledige naam      | Mediabedrijf                      | Doelgroep                                                          |
| Luxemburgs          | Nationaal                         |                                                                    |
| ------------------- | --------------------------------- | ------------------------------------------------------------------ |
| RTL Télé Lëtzebuerg | RTL Group                         | Familiezender                                                      |
| RTL Zwee            | RTL Group                         | Jongerenzender                                                     |
| T.TV                | Tele2                             | Muziek, nieuws (gestopt)                                           |
| Nordliicht TV       | Nordliicht S.A.R.L.               | Regionale omroep voor Noord-Luxemburg                              |
| Uelzechtkanal       | Lycée de Garçons Esch-sur-Alzette | Regionale omroep voor Zuid-Luxemburg                               |
| .dok                | DOK S.A.                          | Luxemburgse samengestelde zender                                   |
| Chamber TV          | Chambre des Députés               | Parlementstelevisie                                                |
| Franstalig          | Internationaal                    |                                                                    |
| RTL9                | Mediawan                          | Familiezender voor Luxemburg en Frankrijk                          |
| RTL-TVi             | RTL Group                         | Familiezender voor Franstalig-België                               |
| Club RTL            | RTL Group                         | Tekenfilms, speelfilms voor Franstalig-België                      |
| Plug RTL            | RTL Group                         | Jongerenzender- en muziekzender voor Franstalig-België             |
| Nederlandstalig     | Internationaal                    |                                                                    |
| RTL 4               | RTL Group                         | Familiezender voor Nederland                                       |
| RTL 5               | RTL Group                         | Jongerenzender voor Nederland                                      |
| RTL 7               | RTL Group                         | Mannenzender voor Nederland                                        |
| RTL 8               | RTL Group                         | Vrouwenzender voor Nederland                                       |
| Duitstalig          | Internationaal                    |                                                                    |
| RTL Television      | RTL Group                         | Familiezender voor Luxemburg, Duitsland, Oostenrijk en Zwitserland |
| RTL Zwei            | RTL Group                         | Jongerenzender                                                     |
| Super RTL           | RTL Group                         | kinder/familie zender                                              |